# Робърт Муг
Робърт Артър Муг (на английски: Robert Arthur Moog) е американски инженер и пионер на електронната музика. Той е основател на Moog Music и изобретател на първия комерсиален синтезатор – Муг синтезатора. Впоследствие той създава по-преносим модел – Minimoog, който е описван като най-известния и най-влиятелния синтезатор в историята на музиката.
Муг създава много от фундаменталните концепции при синтезаторите – настройка на височината на тона, модулярност, контрол на напрежението и други. Той спомага за популяризирането на синтезаторите и навлизането им в развитието на поп музиката.

## Ранен живот и образование
Муг е роден в Ню Йорк на 23 май 1934 г. и израства в Куинс. Завършва средно училище в Бронкс през 1952 г.
Като малък, родители на Муг го карат да се учи да свири на пиано, но той предпочита да прекарва време в работилницата на баща си, който е инженер. Той започва да се увлича по теремина, електронен музикален инструмент, който се контролира чрез движението на ръцете близо до антени. През 1949 г., на 14-годишна възраст, той построява теремин по чертежи на списание Electronics World.
Муг получава бакалавърска степен по физика от Куинс колидж и магистърска степен по електроинженерство от Колумбийския университет, след което получава и докторска степен по инженерна физика от университета „Корнел“ през 1964 г.

## Кариера
През 1953 г. Муг създава първия си дизайн на теремин, а на следващата година публикува статия за него в списанието Radio and Television News. Същата година учредява RA Moog, продавайки теремини и комплекти за сглобяване на такива по пощата от вкъщи. Един от клиентите му, Реймънд Скот, свързва теремина на Муг по такъв начин, че да може да се управлява чрез клавиатура.

### Създаване на Муг синтезатора
В университета „Корнел“ Муг започва да работи по първите си синтезаторни модули заедно с композитора Хърбърт Дойч. По това време синтезаторите са огромни инструменти, изпълващи цели стаи. Муг се надява да създаде по-компактен синтезатор, който да е удобен за музикантите. Той вярва, че практичността и достъпността са най-важните параметри на един инструмент.
През 1964 г. Муг започва да работи по своя едноименен синтезатор (Муг синтезатор). Той е съставен от отделни модули, които създават и оформят звуците, свързани помежду си от комуникационни кабели. Една иновативна черта е употребата на ADSR плик, който управлява удебеляването и избледняването на нотите. Муг представя инструмента на събранието на Аудиоинженерното общество в Ню Йорк през 1964 г. Синтезаторът е много по-малък от останалите, дори от такива, издавани от RCA десет години по-късно, а също е и много по-евтин – той струва около 10 000 долара за разлика от шестцифрените суми на останалите синтезатори. И докато синтезаторите на RCA четат перфокарти, Муг синтезаторът може да се управлява чрез клавиатура, което го прави още по-привлекателен за музикантите. Списание New Scientist го описва като първият комерсиален синтезатор.
Разработката на Муг е подбуждана от молбите на известни музиканти по това време. Сред ранните му клиенти се откроява и композиторът Джон Кейдж. Муг описва себе си като занаятчия, изработващ инструменти за другите, а не за себе си. Постепенно университетите започват да въвеждат Муг синтезатори в лабораториите си по електронна музика.
През 1968 г. Уенди Карлос издава албума Switched-On Bach, който включва композиции на Бах, аранжирани за Муг синтезатор. Той печели три награди „Грами“ и е първият класически албум с платинена сертификация. Албумът популяризира Муг синтезатора, показвайки, че синтезаторите по принцип могат да са нещо повече от „машини за звук“. Впоследствие синтезаторът започва да се използва от групи и музиканти, сред които Дорс, Грейтфул Дед, Ролинг Стоунс, Бийтълс и Кийт Емерсън. След него Муг издава и портативен модел – Minimoog, който става най-известният и най-влиятелният синтезатор в историята на музиката.

### Упадък на компанията
Въпреки че Муг е възхваляван за инженерните му умения, той е считан за слаб бизнесмен. Той патентова само дизайна на филтъра, но не и други части, които биха го направили наистина богат и биха му създали монопол на пазара за синтезатори.
През 1971 г., след рецесия, Муг продава Moog Music на Norlin Musical Instruments, където остава проектант до 1977 г. Той споделя, че би напуснал по-рано, ако договорът му не го е задължавал. Към края на 1970-те години Moog Music среща конкуренцията на по-евтини и по-лесни за употреба инструменти.
През 1978 г. Муг се премества в Северна Каролина и основава нова компания за електронни музикални инструменти, Big Briar. Работи и като консултант и вицепрезидент на изследователския отдел на Kurzweil Music Systems от 1984 до 1988 г. Към началото на 1990-те години той е професор по музика в университета на Северна Каролина в Ашвил. През 2002 г. той преименува Big Briar на Moog Music, след като откупува правата върху името. През късните си години той проектира електронни музикални инструменти, сред които пиано, управлявано чрез сензорен екран.

### Смърт
Муг е диагностициран с тумор на мозъка на 25 април 2005 г. Умира на 21 август същата година, на 71-годишна възраст.